# Frans Tijsmanstunnel
De Frans Tijsmanstunnel is een tunnel ten noorden van Antwerpen onder het Kanaaldok (ten oosten van de Schelde). De tunnel is een onderdeel van de autosnelweg R2. De tunnel ligt in het verlengde van de Liefkenshoektunnel maar is tolvrij tot afrit 12 komende vanuit Nederland. De tunnel is 820 meter lang.
De tunnel is genoemd naar de Antwerpse schepen Frans Tijsmans die in 1967 overleed, het jaar waarin de tunnel in gebruik werd genomen.
De Vlaamse Regering besliste op 28 maart 2009 na grondige studie van het onafhankelijk onderzoek van Arup/SUM voor de Oosterweelverbinding om de aanbevelingen van die studie met betrekking tot het beter bereikbaar maken van de Liefkenshoektunnel vanuit de richting Frankrijk (E17) en het Waasland te volgen. Hiervoor voorzag de beslissing onder andere om een plan uit te werken om de filevorming in de Tijsmanstunnel wegens het afslaand verkeer weg te werken.
De maximumsnelheid is 100 km per uur.
Bevrijdingstunnel · Blauwtorentunnel · Bolivartunnel · Jeanne Brabantstunnel · Jos Brabantstunnel · Craeybeckxtunnel · Frans Tijsmanstunnel · Gasthuistunnel · Jan De Vostunnel · Kennedytunnel · Krijgsbaantunnel · Liefkenshoektunnel · Sint-Annatunnel · Van Eycktunnel · Valaartunnel · Waaslandtunnel